# Hamzah Idris
Hamzah Idris Said Falatah (in arabo حمزة أدريس‎?; Medina, 8 ottobre 1972) è un ex calciatore saudita.

## Carriera

### Club
Idris è cresciuto nelle giovanili dell'Ohud, squadra di Medina con cui ha giocato fino al 1997. Ha militato nell'Al-Ittihad, fino al suo ritiro, nel 2007.

### Nazionale
Conta 66 presenze e 26 gol con la Nazionale saudita, con cui ha partecipato ai Mondiali del 1994, ai Giochi Olimpici del 1996 e alla Confederations Cup del 1999.